# Abraham Than
Abraham Than (* 21. September 1927 in Mong Block; † 18. August 2025) war ein myanmarischer römisch-katholischer Geistlicher und Bischof von Kengtung.

## Leben
Abraham Than empfing am 22. September 1957 die Priesterweihe.
Papst Paul VI. ernannte ihn am 19. Dezember 1968 zum Weihbischof in Kengtung und Titularbischof von Tortibulum. Der Bischof von Toungoo, Sebastian U Shwe Yauk, spendete ihm am 11. Mai des folgenden Jahres die Bischofsweihe; Mitkonsekratoren waren Aloysius Moses U Ba Khim, Erzbischof von Mandalay, und Joseph Mahn Erie, Bischof von Bassein.
Am 19. September 1972 wurde er zum Bischof von Kengtung ernannt. Papst Johannes Paul II. nahm am 2. Oktober 2001 seinen vorzeitigen Rücktritt an.